# 西川恭爾
西川 恭爾（にしかわ きょうじ、1939年7月12日 - ）は、日本の実業家。阪神電気鉄道相談役・元社長。

## 来歴・人物
滋賀県彦根市出身。滋賀県立彦根東高等学校、京都大学卒業。京都大学大学院工学研究科（土木工学専攻）修了後の1965年に国鉄へ入社した。大阪駅再開発事業や東北新幹線上野乗り入れ事業にあたるなど、国鉄技術部門の中核を担った。1986年3月、阪神電鉄へ入社した。西梅田開発部長、鉄道事業本部長などを歴任し、2004年6月に代表取締役社長に就任した。その他には朝日放送取締役なども務めた。
しかし、村上ファンドによる株主大量取得事件が発生し、当時の代表取締役会長だった手塚昌利とともに引責辞任をし、相談役へ退いた。